# 小学生クラス対抗30人31脚
小学生クラス対抗30人31脚（しょうがくせいくらすたいこう30にん31きゃく）は、1996年より14年間、テレビ朝日が主催、朝日新聞と朝日小学生新聞が後援して開催された競技大会、およびその模様を放送するテレビ番組。2009年の大会をもって終了した。

## 概要
30人31脚とは横一列に並んだ30人以上 のチームが二人三脚の要領で足を紐で結び、50メートル走のタイムを競う。その他安全にも配慮した細かいルールが策定されていた。全員がなるべく直線の列を保たないと走りが不安定になるため、熟練が必要で、かなりの練習を積む必要がある。
競技そのものは『ウッチャンナンチャンの炎のチャレンジャー これができたら100万円!!』の企画「小学生クラス対抗30人31脚50m走10秒切れたら100万円」から生まれたものである。全国各地から小学生のチーム同士の戦いをテレビ朝日系で年1回放送していた。大会名に「クラス対抗」とあるが、30人未満の学級が複数ある学校にも配慮し、単一学級でなくても出場することも出来た（どの学年でも可能）。
ただし、出場できるのは原則としてテレビ朝日系列（フルネット局のみで、クロスネット局である福井放送（日本テレビ系列主体）とテレビ宮崎（フジテレビ系列主体）は除く）のサービス地域の小学校に限られていた。
したがって系列局はあるがクロスネット局の福井県と宮崎県、クロスネット局もない富山県・鳥取県・島根県・徳島県・高知県の小学校は参加できず、特例が認められた山梨・佐賀両県と違って不平等な扱いが批判された。
基本的に放送局単位で予選を行っていたため、中京広域圏（愛知県・岐阜県・三重県）（メ〜テレ）、瀬戸内準広域圏（香川県・岡山県）（瀬戸内海放送）は広域圏内から1校が選ばれた一方、関東広域圏・山梨県（テレビ朝日）は第1 - 3回は1校選出だったが、第4回以降は東京大会（東京都）、南関東大会（神奈川県・千葉県）、北関東大会（埼玉県・茨城県・栃木県・群馬県・山梨県）に3分割して広域圏+1県内から計3校。また近畿広域圏（朝日放送）も第1 - 11回は1校選出だったが、第12回 - 第13回は北近畿大会（滋賀・京都・兵庫）、南近畿大会（大阪・奈良・和歌山） と2分割して広域圏から計2校を選出できたが、第14回は再び1校選出に戻った。
第3回以降から海外のチームを1チームないし2チームを招待し、2005年の第10回記念大会ではボビー・オロゴンが率いるナイジェリアのチームが出場、ボビーの父親が監督を務めた。2001年の第6回では中国のチームが海外招待チームとして初優勝を果たした。海外チームと対決して勝利した日本のチームがそのまま優勝することもあった。なお、2002年の第7回は海外招待チームの替わりに地方予選で敗れた学校の中から「作戦に創意工夫がある、30人31脚普及への貢献度、学校の統廃合」等を加味して3校が「特別推薦枠」として選ばれ、全国大会に出場した。
2001年の第6回大会から2003年の第8回大会までの間、三菱自動車工業が特別協賛していたが、2004年に同社がリコール問題を起こした影響で特別協賛を辞退（テレビ番組の提供は行われた）。その影響で、2004年の第9回大会と2005年の第10回記念大会は冠スポンサー無しで開催された。
2006年の第11回大会は、大手化学メーカーである花王のメリットが提供。2007年の第12回大会、2008年の第13回大会、2009年の第14回大会は太陽生命の特別協賛で行われた。
なお、5で割り切れる大会回数の大会は、記念大会として行われていた。

### 番組としての沿革
第1回と第2回は『27時間チャレンジテレビ』のメイン企画として、また独立した特別番組になった第3回までは生放送であったが第4回以降は収録として放送されていた。
全国大会本戦は11月の中旬頃に行われ、12月上旬頃のゴールデンタイムに放送されていた。さらに第5回以降は元日に新春特番として、当年度の完全ノーカット版が（第5回 - 第9回は7:00 - 10:00、第10回 - 第11回は7:30 - 10:00の放送）放送されていたが、第12回大会は2008年元日の同時間帯に歌謡特番を編成する関係で、年末特番という形で12月30日の9:00 - 11:45に、第13回大会は12月28日の7:00 - 10:00に、第14回大会は12月27日の6:00 - 9:00に放送された。
また、各地方大会の模様も各系列局別で（ローカル特番という形と、夕方のローカルニュース番組の特集枠のいずれかで）放送されたが、CS放送でも各地方大会のすべての模様も放送された。CSの放送は当初はスカイ・Aで放送されていたが、後にテレ朝チャンネルに移行された。また放送数ヶ月前に前年の放送分が再放送された。

### 企画の終了とその理由
テレビ朝日および系列各局は、2010年3月、本大会を2009年の第14回大会を最後に終了することを発表した。
終了に至った理由として、参加校の全国的減少により、当初の基本コンセプトの成立が難しくなったことと、またテレビを取り巻く経済環境の悪化により従来の大会運営が厳しくなってきたことを挙げた。
参加校の減少については、児童数減少や少人数学級増加のほかに、改訂学習指導要領（授業時間数増加、外国語必修化）の実施前倒し、教員の時間的な余裕の減少、中学受験による塾通いの増加などにより練習時間が確保しにくくなったことも背景にある。
こうして、「30人31脚」は2009年をもって14年の歴史に幕を下ろした。

### 日本国外へのライセンス提供
テレビ朝日よりライセンス提供を受けて、 タイ、 ベトナムにて大会及びテレビ放送が行われている。
タイはホンダ、ベトナムは日本ロッテがタイトルスポンサーである。
ベトナム大会は2012年はVTV6にて2時間番組を放送、2013年大会はVTV3にて1時間番組を3回放送。

## 出演者

### 大会委員長（総合司会）
- ウッチャンナンチャン（内村光良、南原清隆）（第1回・1996年度 - 第5回・2000年度）
- 加藤晴彦、優香（第6回・2001年度 - 第10回・2005年度）
- 井ノ原快彦（20th Century）、小林麻央（第11回・2006年度 - 第12回・2007年度）
- 松岡修造（第13回・2008年度 - 第14回・2009年度）

### 実況アナウンサー
- 松井康真（第1回・1996年度 - 第6回・2001年度）
- 中山貴雄（第7回・2002年度 - 第12回・2007年度）
- 角澤照治（第13回・2008年度 - 第14回・2009年度）

### その他
その他、放送席ゲスト兼レポーターとしてタレント数名、アナウンサーらが出演する。特に、トーク番組には一切出演しなかったいかりや長介が出演した希少な番組でもある。初代司会者であるウッチャンナンチャンは1999年度いっぱいで『炎チャレ』が終了後も（2000年3月で終了）、引き続き2000年度まで担当していた。

## ルール
- スタートのフライングは1回まで。2回目のフライングで即失格。
  - 「位置について」と「用意」の各時、完全停止しなければならない。停止していない場合は、「フライング」とみなされる。
  - スタート時に邪魔になる「掛け声」は禁止。
- ゴール測定は、第2回大会以降は最後の1人（=全員がゴールした時点）が入った所での測定となる。
  - 全員の身体（靴などの装着品を含む）が完全にゴール線を通過しきった時点で初めてゴールとみなされる（いわばばんえい競馬と同じ基準となる）。
  - 第1回大会では、先頭の1人が入った所での測定だった。
- 転倒や脚紐が取れた場合、脚紐が取れたか転倒した時点まで戻り、再スタートする。この場合、転倒か脚紐が取れた時点から再スタートまで、タイム計測が一時停止することは無い。
- 合図は公式審判員の指示に従って、ホイッスルで合図を送ること。
- 靴に関する規定は特にない。地面の状態がよければ、素足でも可能。
- 腕の組み方として、「右腕は右隣の人の肩に、左腕は左隣の人の腰」に手を当てること（男女関係なく、また逆でも可）。
- 脚紐に関しては、エントリー後に配布される公式のもの（テレビ朝日より配布）を使用すること。
- 万一の転倒に備え、膝サポーターやマウスピースをつけることを公式では勧めている。
  - 利用する場合は、テレビ朝日に問い合わせることによって公式のものを手配することができる。

### 全国大会のルール形式
- 1998年の第3回大会までは、各予選の代表校による完全トーナメント戦。
  - 第1回・第2回（共に全24チーム）では『27時間チャレンジテレビ』の1コーナーと言う点を生かし、準決勝までは対戦する2校を中継で結んで一対一の勝負。決勝進出3校が番組2日目の夜に番組のメイン会場（第1回は横浜アリーナに、第2回は代々木第一体育館）に乗り込んで決勝戦を戦った。決勝は最速タイムの悪い方から順に走る。
  - 第3回では通常通り各ネット局で代表を決め、関東代表を除く23代表はさらに北海道・東北、中部、近畿・中国・四国、九州の4つのブロックに分け地区大会（2次予選）を行い、放送日当日はその勝者4校と関東代表＋台湾代表が幕張メッセに集結して生放送で決勝トーナメントを戦った。
- 1999年の第4回大会以降（2002年、2007年、2009年除く）は、まず各ネット局から選出された代表が各校1回の予選タイムトライアルを行って、その成績の上位数校+海外代表で決勝トーナメントを戦う形式が基本になった。決勝トーナメントの形式が年によって様々なので予選タイムトライアルを通過できるチーム数も年によって異なった。
  - 1999年では、予選タイムトライアル上位7校+ケニア代表で決勝トーナメントが行われた。
  - 2000年では、予選タイムトライアル上位6校が決勝トーナメントの準々決勝進出が確定。トライアル7位のチームは韓国代表と、8位のチームはケニア代表と、それぞれ決勝トーナメント1回戦を戦い、そこで勝利した2校が準々決勝に進んだ。
  - 2001年では一昨年同様、予選タイムトライアル上位7校+中国代表で決勝トーナメントが行われた。
- 2002年は、予選タイムトライアル上位10校が準々決勝進出。準々決勝では予選上位の学校から対戦相手を指名していき、一対一の対戦。準決勝では勝ち抜いた5校で各校2回ずつのタイムトライアルを行い、良かった方のタイムの上位3校で決勝を争った。
  - 2003年では、予選タイムトライアル上位8校+キューバ代表。予選タイムトライアル上位3校は準決勝進出が確定（シード校）。トライアル4～8位の学校はキューバ代表と準々決勝を行い、その勝者3校が準決勝に進出。計6校で準決勝を争った。
  - 2004年では、予選タイムトライアル上位7校+中国代表で決勝トーナメントが行われた。
  - 2005年・2006年では予め代表校26校を13校ずつの2ブロックに分けて、予選タイムトライアルを実施。各ブロックの上位3校は無条件で決勝トーナメント進出決定。両ブロックの4位校でプレーオフ（一対一の対戦）を行って、決勝進出最後の1校を決定。計7校+海外代表（2005年はナイジェリア代表・2006年はバヌアツ代表）の8校で決勝トーナメントを戦った。ちなみに、決勝トーナメント準々決勝第4試合の対戦カードは、先のプレーオフ勝利校と海外代表との対戦で固定されている。
- 2007年は全国大会では史上初、2チームが同時並走するVSマッチレース方式を採用。更に第3回大会以来9年ぶり3回目の、全27チームによる完全トーナメント戦で行われた（予選のベストタイム上位5チームはシード扱いで、同じブロックに入らない様に調整された）。
  - 2008年は、予選タイムトライアル上位7校は決勝トーナメント進出決定。最後の1枠を賭けて、トライアル8位以下の20校で敗者復活戦（10校×2グループに分けての3人4脚→各グループの1位校が10人11脚で決定戦。どちらも同時並走式で行い、代表者は男女混合に限られる）を戦った。決勝戦も若干ルールが変わり、2回ずつ走って、良かった方のタイムで優勝を決めた。
- 2009年は、まずネット局毎に決まった代表に対して、予選終了後（予選会場が屋外で天候が悪い場合のみ後日に延期）各地区に派遣された公式審判員の計測による「公式タイム計測会」を実施。その計測会でのタイム上位10チームが、正式に全国大会進出となる。全国大会のルールは、1回戦・準決勝・決勝全て1回ずつ走るタイムトライアル形式で10→5→3→1と絞っていき、決勝は3校で争った。

## ギネス記録
- 全国大会のみでの記録は、2002年度の第7回大会で熊本県代表として出場した城南町立杉上小学校の6年1組が記録した8秒94。なお、同校は決勝で8秒97のこの大会の決勝最速タイムを出して2002年度のチャンピオンになった。
- 地方大会も含めた全大会での記録は、2005年の第10回記念大会で愛媛県代表の松山市立石井東小学校が愛媛大会で、それまでの記録を0秒14も更新する8秒80の記録（この8秒80が現在のギネス記録）。全国大会で決勝戦まで行ったが、北海道代表の石狩市立若葉小学校に敗退。準優勝となる。

## 全国大会開催地
- 横浜アリーナ（1996年・1999年・2002年以降）
- 幕張メッセ（1998年・2000年）
- さいたまスーパーアリーナ（2001年のみ）
- 代々木第一体育館（1997年のみ）

## 世界参加
- 1997年の第2回大会で特別大会として開催して以来、世界にもこの大会が開放された。例えばスポーツの国際大会開催年にその国から参加する事もある。
- なお、第1・7・12-14回は世界からの参加は無かった。

出場国（及び地域）は以下の通り。

### アジア大陸
中国（第6回優勝・第9回）
 中華民国（第3回）
 韓国（第5回）
 タイ（第2回エキシビション優勝）
 香港（第2回エキシビション）
 オーストラリア（第2回エキシビション）

### ヨーロッパ大陸
出場国はなし。

### アフリカ大陸
ケニア（第4回・第5回）
 ナイジェリア（第10回記念）

### 北中米大陸・カリブ海
キューバ（第8回）

### 南米大陸
ブラジル（第5回）

### オセアニア大陸
バヌアツ（第11回）

## 歴代優勝校
| 回 | 開催年 | 会場 (上の全国大会開催地を参考) | 優勝校                                                   | 優勝タイム | 地区代表 | 備考 |
| -- | ------ | ------------------------------- | -------------------------------------------------------- | ---------- | -------- | --- |
| 1  | 1996年 | 横浜アリーナ                    | 静岡市立服織小学校6年1組                                 | 9秒23      | 静岡県   | 炎チャレの100万円獲得クラスを破ったクラスが登場、一気に全国優勝へと上り詰めた。この大会のみ最初の1人がゴールするまでのタイムで測定。 |
| 2  | 1997年 | 代々木第一体育館                | 鹿児島市立紫原小学校6年2組                               | 9秒99      | 鹿児島県 | この大会以降、最後の1人で測定。宮崎からは巨人（当時）の松井秀喜がゲスト。尚、この年にエキシビションとして初の海外大会を実現（ 香港、 タイ、 オーストラリアの3チームが出場）。結果はタイのチームの圧勝に終わった。 |
| 3  | 1998年 | 幕張メッセ                      | 奈良市立左京小学校6年1組                                 | 9秒45      | 奈良県   | この大会から、海外勢も全国大会に本格参戦。又、この大会まで生放送と言う形で大会が実施された。 |
| 4  | 1999年 | 横浜アリーナ                    | 諫早市立喜々津東小学校 （当時西彼杵郡多良見町立） 6年2組 | 9秒35      | 長崎県   | この大会から予選タイムトライアルが新設される。 |
| 5  | 2000年 | 幕張メッセ                      | 熊本市立力合小学校6年5組                                 | 9秒41      | 熊本県   | 九州勢が連覇達成。この回まで大会委員長はウッチャンナンチャンが担当。 |
| 6  | 2001年 | さいたまスーパーアリーナ        | 少林鵝坡（がは）武術専修院                               | 9秒22      | 中国     | 1998年に全国大会を海外勢に開放して以来、初めて海外勢が優勝。尚、準優勝（日本勢内での優勝校）は石川県の金沢市立新神田小学校6年1・2組で、決勝のタイムは9秒35。この第6回大会まで実況は松井康真アナが担当した。この回から大会委員長は加藤晴彦と優香が担当。 |
| 7  | 2002年 | 横浜アリーナ                    | 熊本市立杉上小学校 （当時下益城郡城南町立） 6年1組       | 8秒97      | 熊本県   | この年からギネス・ワールド・レコーズ認定大会に。海外勢は出場せず、第2回大会以来久々に国内チームのみの大会となった（海外勢の代わりに「特別推薦枠」が登場）。この第7回大会以降、実況は中山貴雄アナに。優勝校の杉上は準決勝で8秒94を叩き出し。決勝最速タイム。 |
| 8  | 2003年 | 横浜アリーナ                    | 鹿島郡中能登町立鳥屋小学校 （当時鳥屋町立） 6年1・2組    | 9秒24      | 石川県   | 石川県勢としては 中国に決勝で敗れた2001年以来、2回目の全国制覇 |
| 9  | 2004年 | 横浜アリーナ                    | 薩摩川内市立亀山小学校6年2組                             | 9秒31      | 鹿児島県 | 鹿児島県勢としては1997年以来、2回目の全国制覇 |
| 10 | 2005年 | 横浜アリーナ                    | 石狩市立若葉小学校6年1組                                 | 9秒18      | 北海道   | 大会10年目にして初の北海道勢優勝（中山アナも紫の優勝旗が史上初めて津軽海峡を渡ります!と絶叫的に発言）。尚、準優勝校の愛媛・石井東も、愛媛大会で8秒80を叩き出してギネス記録を塗り替えた。第6回大会から担当して来た2代目の大会委員長（加藤晴彦・優香）はこれが最後の担当。 |
| 11 | 2006年 | 横浜アリーナ                    | 柳川市立昭代第二小学校6年1･2組                           | 9秒28      | 福岡県   | この回から3代目の大会委員長として井ノ原快彦と小林麻央が担当。福岡県の学校が初優勝、九州勢としても6度目の優勝を達成。 |
| 12 | 2007年 | 横浜アリーナ                    | 八代市立八代小学校6年1組                                 | 9秒19      | 熊本県   | 新方式を採用して、第3回大会以来の完全トーナメント制。シード校（予選タイム上位5校）が次々と1回戦落ちする波乱がありながらも結果は5年振り3回目の熊本県制覇し、九州勢としては2年連続7回目の優勝。また沖縄県の浦城小が2年連続準優勝となった。第11回大会から担当して来た3代目の大会委員長（井ノ原快彦・小林麻央）はこれが最後の担当。 |
| 13 | 2008年 | 横浜アリーナ                    | 島原市立三会小学校                                       | 9秒05      | 長崎県   | この回から4代目の大会委員長として松岡修造が担当。長崎県勢1999年以来9年ぶりの全国制覇達成。九州勢としても、2006年(福岡)以来3年連続8回目の全国制覇(3連覇)を達成した。決勝戦は静岡県代表の湖西市立東小学校と長崎県代表の島原市立三会小学校の戦いとなったが、長崎県代表が第13代目の王者となった。三会小学校は初優勝。4年連続4回目の全国大会出場となった三会小学校は、予選で記録した9秒05を決勝2走目でもう一度マークし他を寄せ付けなかった。なお、この年の長崎県大会では、6年1・2組全員の57人58脚でも完走を果たしている。 また、宮城県代表の富谷町立日吉台小学校は、県予選から全国大会本番における全ての機会を、6年1・2組全員（56人57脚）で走っている。56人57脚での完走は、全国大会では史上最多人数であり、史上初である。 |
| 14 | 2009年 | 横浜アリーナ                    | 八代市立太田郷小学校                                     | 9秒10      | 熊本県   | 熊本県勢2007年の同市立八代小学校以来2年ぶり4回目の全国制覇達成。更に、九州勢としても2006年の福岡県柳川市立昭代第二小学校以来4年連続9回目の全国制覇(4連覇達成)。 |

## 放送日
| 回     | 放送日           | 備考                                                               |
| ------ | ---------------- | ------------------------------------------------------------------ |
| 第1回  | 1996年11月2・3日 | 生放送                                                             |
| 第2回  | 1997年11月8・9日 | 生放送                                                             |
| 第3回  | 1998年11月15日   | 生放送                                                             |
| 第4回  | 1999年11月14日   | 第4回以降は収録として放送。                                        |
| 第5回  | 2000年11月12日   | ウンナンの司会はこの回で最後。                                     |
| 第6回  | 2001年12月15日   |                                                                    |
| 第7回  | 2002年12月14日   |                                                                    |
| 第8回  | 2003年12月13日   |                                                                    |
| 第9回  | 2004年12月4日    |                                                                    |
| 第10回 | 2005年12月10日   | 加藤・優香の司会はこの回で最後。                                   |
| 第11回 | 2006年12月9日    |                                                                    |
| 第12回 | 2007年12月9日    | 「サンデーデラックス」枠で放送。井ノ原・小林の司会はこの回で最後。 |
| 第13回 | 2008年12月6日    |                                                                    |
| 第14回 | 2009年12月12日   | 最後の大会。                                                       |

## スタッフ
- 主催：テレビ朝日系列24局
- 後援：朝日新聞社、朝日小学生新聞
- 30人31脚事務局長：植村真司

### 2006年
- ナレーション：森功至、佐藤賢治、TARAKO
- 構成：堀田延、村上卓史、すずきB
- TD：浅川英俊
- カメラ：二瓶友美
- 音声：坊上雄一郎
- VE：柳沢満
- PA：本間篤志
- 技術アシスタント：佐野明範
- クレーン：江津千秋
- モニター：石井智之
- SVC：菊池智樹
- ロケ技術：高瀬義美、大槻和也（ニユーテレス）、中野功士、長谷川司（コスモ・スペース）
- 照明：小松武久、脇田雅夫
- 美術：宇家譲二
- 美術進行：森つねお、吉居真夏
- 大道具：山本佛、田口泰久
- LED：森岡輝秀
- 電飾：
- 特殊効果：大野晃一
- タイトル：安田達夫
- メイク：
- VTR編集：小宮純一
- MA：長谷川真哉
- 音効：小田切暁
- CG：尾崎良重
- TK：多田羅英子
- 運営：渡辺裕美
- 編成：小野仁
- 広報：石野貴
- ディレクター：岩本浩一、武井拓道、柳沼誉、小峰智、福岡和哉、岡本光弘、眞中博司、松本博樹、井上大心、栗山裕次郎、千葉晃嗣、高橋真琴、高畑真琴
- 演出・プロデューサー：奥田隆英
- プロデューサー：奥村彰浩、荒井祥之、本居幸治
- 統括：藤川克平、吉川昌克
- 技術協力：takeSYSTEMS、ニユーテレス、COSMO SPACE、KYORITZ、NK特機、AZABU PLAZA
- 美術協力：テレビ朝日クリエイト、テルミック
- 制作協力：NCV、vivia

## 特別協賛会社
- この大会では大手スポンサーが特別協賛をする事が有る。

| 会社名         | 担当回数                              | 詳細 |
| -------------- | ------------------------------------- | --- |
| 三菱自動車工業 | 第6回大会/2001年 - 第8回大会/2003年   | 第6回は「MITSUBISHI MOTORS CUP…」第7回と第8回の両大会は「MITSUBISHI MOTORS…」として開催された（2004年に同社がリコール問題を起こした影響で特別協賛を辞退）。 |
| 花王           | 第11回大会/2006年                     | 番組タイトルは前年（2005年）と変わらなかったが、花王をメリット名義でメインスポンサーに複数社提供している。                                                  |
| 太陽生命保険   | 第12回大会/2007年 - 第14回大会/2009年 | 第12回からは「太陽生命…」として開催される。 |

## 提供スポンサーについて
- 12月第2週の2時間枠と翌年元日（2007年は12月30日に移行）の全記録は、上記の特別協賛社を中心とした複数社共同提供として放送されている。